# Тел Атлас
Тел Атлас (арап. الاطلس التلي; познат и као Приморски Атлас) је планински ланац преко 1.500 километара дужине, који припада планинском венцу Атлас у северној Африци, која се простире од Марока, преко Алжира до Туниса.
Распони овог система имају просечна узвишења од око 1.500 метара, а чини природну баријеру између Медитерана и Сахаре. Њен највиши врх је Лала Кхедиђа висок 2.308 метара у венцу Ђурђура.
Неколико великих градова као што је алжирска престоница, Алжир са око 1.500.000 становника и Оран са 770.000 становника лежи у подножју Тел Атласа. Алжирски град Константин са око 505.000 становника се налази 80 километара у унутрашњости и директно у планинама на 650 метара.

## Географија
Мали Атлас се пружа паралелно уз обалу Средоземног мора. Заједно са Сахарским Атласом на југу формирају две природне препреке, прва према Медитерану а друга према Сахари. Између ове две препреке лежи долина Челиф а и разних мањих река.
Јужно од Тела Атласа је висораван Хаутес Плаинес (преко 1000 метара) на коме се вода сакупља у кишном периоду, па формира велика плитка слана језера. Од пољопривреде најразвијеније је сточарство и неке друге пољопривредне производње као што је гајење јечма.
Челиф је река дуга 725 километара која извире на Телу Атласу и улива се у Средоземно море. Челиф карактеришу изузетно плодне долине. Друге значајније реке су Међерда и Сејбус.

## Клима
Тел Атлас има типичну медитеранску климу , која је топла са сувим летима, али и кишовитим зимама са снегом на вишим узвишењима. У топло лето, сув ветар југо, дува северно од пустиње Сахара преко Малог Атласа, изазивајући прашњаве и сурове услове за живот.

## Вегетација
Тел Атлас је под шумама алжирске јеле (Abies numidica), атласког кедра (Cedrus atlantica), храста плутњака (Quercus suber) и бора. Упркос сушне климе, неке пољопривредне културе као што је пшеница и јечам су погодне за регион Малог Атласа. Клисура Шифа се налази у оквиру Тела Атласа, она је једна од малобројних станишта за неке угрожене врсте, као што је берберски макаки.